# جنب‌وجوش پر سروصدا
جنب‌وجوش پر سروصدا (انگلیسی: Buzzin' Around) یک فیلم پیشا-کد کمدی به کارگردانی آلفرد جی. گلدینگ است که در سال ۱۹۳۳ منتشر شد.
برای زنبورها از نمای متحرک استفاده شد. صحنه‌های فضای باز دقیقاً بیرون استودیو ویتاگراف در میدوود، بروکلین تصویربرداری شد.

## گزیدهٔ بازیگران
- راسکو آرباکل
- اَل سنت جان
- دونالد مک‌براید